# Sema (Künstlervereinigung)

Signet der Künstlervereinigung Sema auf dem Ausstellungsprospekt, München 1912

Die Sema war eine international besetzte Künstlervereinigung mit Sitz in München aus der Frühzeit des deutschen Expressionismus, die sich von 1911 bis 1913 um den Maler Paul Klee gruppierte.

## Wirken
Im Sommer 1911 hatte sich unter dem Namen Künstlervereinigung Sema (sema = „Zeichen“, griechisch) eine „freie Gesellschaft von Angehörigen der verschiedenen Künste gebildet [...], der zur Unterlage nicht soziale und wirtschaftliche Berufsinteressen, sondern gemeinsame kulturelle und künstlerische Ziele dienen“. Vorsitzender wurde der Schriftsteller, Journalist und Kunstkritiker Maximilian Karl Rohe. Die Zusammensetzung der Mitglieder machte deutlich, dass die Gruppe nicht nur aus bildenden Künstlern bestand, sondern auch aus Angehörigen aus den Bereichen von Literatur, Architektur und Musik. Ziel des Zusammenschlusses war es einerseits, „der Vereinzelung der Moderne zu entgehen, andererseits die nur auf Ästhetik angelegte Kunstauffassung durch die Vergeistigung der Kunst abzulösen“.
Paul Klee formulierte 1911 in seinem Tagebuch: „In diesem Sommer hat sich in München eine Gruppe junger Künstler zu einer Vereinigung zusammengetan, die den Namen Sema ‚das Zeichen‘ führen sollte. […] In einem hübschen Klübchen waren wir ein paarmal zusammen gekommen und waren über Greco einig und darüber, dass wir alle kein Geld hatten. […] Nun beschloss man die Herausgabe einer Mappe mit Original-Graphik. […] Dann wurde Herr Thannhauser für eine erste Ausstellung gewonnen. Caspar machte optimistische Mienen. Und ich? Nun, es ist wenigstens mal ein Zeichen, dass man doch nach aussen nicht ewig isoliert bleiben wird. […] Nach innen sehe ich wenig Zusammenhang. Aber wie gesagt, man probierts.“
Die erste Ausstellung der Gruppe erfolgte im April 1912 in der Modernen Galerie Heinrich Thannhauser in München, eine zweite folgte im Januar 1913 im Mannheimer Kunstverein. Gleichzeitig zur Münchner Ausstellung brachte die Gruppe die sogenannte „Sema-Mappe“ heraus, bestehend ausschließlich aus 15 Lithographien der beteiligten Künstler in nummerierter und handsignierter Auflage von 200 Stück. Die Mappe erschien im Delphin Verlag München.
Die Künstlergruppe bildete eine gewisse Konkurrenz zu der sich Ende 1911 konstituierenden Redaktionsgemeinschaft des „Blauen Reiters“, an deren Projekten sich auch die SEMA-Mitglieder Paul Klee und Alfred Kubin beteiligten. Die Konkurrenzsituation sowie die unterschiedlichen künstlerischen Positionen der Gruppenmitglieder kann als wesentlicher Grund für die Auflösung der Gruppe im Laufe des Jahres 1913 gesehen werden.

## Mitglieder
- Hans Carossa, Schriftsteller und Arzt (Gründungsmitglied)
- Karl Caspar, bildender Künstler (Gründungsmitglied)
- Maria Caspar-Filser, bildende Künstlerin (Gründungsmitglied)
- August Hermann Fricke, bildender Künstler (Gründungsmitglied)
- Karl Gatermann d. Ä., bildender Künstler
- Robert Genin, (Gründungsmitglied)
- Wilhelm Gerstel, Bildhauer
- A. Haag, Komponist (Gründungsmitglied)
- Frank Simon Herrmann, bildender Künstler
- Fritz Max Hofmann-Juan, bildender Künstler
- Gustav Jagerspacher, bildender Künstler (Gründungsmitglied)
- Paul Klee, bildender Künstler (Gründungsmitglied)
- Alfred Kubin, bildender Künstler (Gründungsmitglied)
- Wilhelm Laage, bildender Künstler
- Wilhelm Michel, Schriftsteller und Kunstkritiker (Gründungsmitglied)
- Max Oppenheimer, bildender Künstler (Gründungsmitglied)
- René Prévot, Schriftsteller und Journalist (Gründungsmitglied)
- Luigi Redaelli, Schriftsteller
- Maximilian Karl Rohe, Schriftsteller und Kunstkritiker (Gründungsmitglied und Vorsitzender)
- Edwin Scharff, bildender Künstler (Gründungsmitglied)
- Egon Schiele, bildender Künstler
- Adolf Schinnerer, bildender Künstler
- Julius Wolfgang Schülein, bildender Künstler (1881–1970)
- Carl Schwalbach, bildender Künstler (Gründungsmitglied)
- Paul Ludwig Troost, Architekt (Gründungsmitglied)
- J. Unterholzer, bildender Künstler
- Otto Friedrich Weber, bildender Künstler
- Eugène Zak, bildender Künstler
- August Zeh, Architekt (Gründungsmitglied)